# Comanche (Texas)
Comanche település az Amerikai Egyesült Államok Texas államában, Comanche megyében, melynek megyeszékhelye is. Lakosainak száma 4211 fő (2020. április 1.).

## Népesség
A település népességének változása:

| 2010 | 4 335 |
| 2020 | 4 211 |